# Cerammuskaatduif
De cerammuskaatduif (Ducula neglecta) is een vogel uit de familie der Columbidae (Duiven en tortelduiven).

## Verspreiding en leefgebied
Deze soort is endemisch op het Indonesisch eiland Ceram.